# Юнні Геглін
Юнні Геглін  (швед. Johnny Höglin, 26 лютого 1943) — шведський ковзаняр, олімпійський чемпіон.

## Виступи на Олімпіадах
| Олімпіада     | Дисципліна | Місце |
| ------------- | ---------- | ----- |
| Гренобль 1968 | 1500 м     | =5    |
| Гренобль 1968 | 5000 м     | 5     |
| Гренобль 1968 | 10 000 м   | 1     |
| Саппоро 1972  | 1500 м     | 9     |
| Саппоро 1972  | 5000 м     | 12    |

## Зовнішні посилання
- Досьє на sport.references.com [Архівовано 6 жовтня 2014 у Wayback Machine.]